# SCOOL
《SCOOL》은 2024년 9월 28일 부터 2024년 12월 7일 까지 SBS FiL, SBS M 에서 방송 되었던 대한민국-대만 합작 글로벌 보이그룹 서바이벌 프로그램이다.
최종 데뷔 그룹 은 7 인조 로 구성 되며 TEN 엔터테인먼트 소속 으로 활동 하게 된다.